# Wataru Endō
Wataru Endo (n. 9 februarie 1993, Yokohama, Japonia) este un fotbalist japonez, care joacă pe post de mijlocaș defensiv la Liverpool în Premier League. Pe plan internațional, are prezențe la națională pentru Japonia U20⁠(d), Japonia U23⁠(d) și Japonia.

## Statistici
| Japonia | Japonia | Japonia |
| An      | Meciuri | Goluri  |
| ------- | ------- | ------- |
| 2015    |         |         |
| Total   | 0       | 0       |